# Agustín Mas Delfino
Agustín Mas Delfino (San Luis, Argentina, 10 de enero de 1997) es un baloncestista argentino que juega en la posición de escolta o alero en Deportivo Norte de La Liga Argentina.

## Trayectoria

### Clubes
| Club                      | País      | Año             |
| ------------------------- | --------- | --------------- |
| Atenas de Córdoba         | Argentina | 2013 - 2016     |
| Hindú de Resistencia      | Argentina | 2016 - 2017     |
| Sportivo Escobar          | Argentina | 2017 - 2018     |
| GEPU                      | Argentina | 2018 - 2019     |
| Rocamora                  | Argentina | 2019 - 2020     |
| Rivadavia                 | Argentina | 2021            |
| Estudiantes Concordia     | Argentina | 2021 - 2022     |
| Jáchal                    | Argentina | 2022            |
| Alberdi de Villa Mercedes | Argentina | 2023            |
| GEPU                      | Argentina | 2023 - 2024     |
| Deportivo Norte           | Argentina | 2024 - Presente |

## Selección nacional
Mas Delfino fue miembro de los seleccionados juveniles de baloncesto de Argentina, llegando a disputar el Campeonato Sudamericano de Baloncesto Sub-15 de 2012, el Torneo Internacional TBF Sub-16 de 2013 y el Campeonato Mundial de Baloncesto Sub-17 de 2014 entre otros torneos. 